# Трансформерси: Освета пораженог
Трансформерси: Освета пораженог (енгл. Transformers: Revenge of the Fallen) је амерички научнофантастични акциони филм из 2009. године, режисера Мајкла Беја који представља наставак филма Трансформерси (2007) и други је филм у истоименом серијалу. Радња је смештена две године након првог филма и прати Сема Витвикија (Шаја Лабаф), који је увучен у рат између Аутобота, које предводи Оптимус Прајм (Питер Кален) и Десептикона, које предводи Мегатрон (Хјуго Вивинг). Филм је сниман од маја до септембра 2008. године у Египту, Јордану, Пенсилванији, Њу Џерзију и Калифорнији, као и на војним аеродромима у Новом Мексику и Аризони. Последњи је филм у серијалу у коме се појавила Меган Фокс и који је продуцирао DreamWorks Pictures, док је будуће наставке дистрибуирао Paramount Pictures.
Филм је премијерно приказан 8. јуна 2009. године у Токију, а у америчким биоскопима је реализован 24. јуна исте године. Добио је углавном негативне критике, а многи критичари га сматрају инфериорнијим у односу на први филм. На мети критичара нашли су се филмска радња, сценарио, прост хумор, ликови, глума и време трајања, док су похвалили визуелне ефекте, акционе сцене музику и наступ Калена и Вивинга. Филм је освојио три награде Златна малина и постао је филм са највећом зарадом који је освојио ову награду за најгори филм. Филм је надмашио свог претходника по заради, зарадивши преко 402 милиона долара у Америци и Канади и преко 434 милиона долара у остатку света, за укупну зараду од преко 836 милиона долара, што га је учинило четвртим филмом по заради из 2009. године. Са преко 11 милиона продатих примерака за кућне медије те године, нашао се на врху америчке листе најпродаванијих филмова. Прати га наставак Трансформерси: Тамна страна Месеца из 2011. године.

## Радња
Радња се врти око Сема Витвикија који се нашао усред сукоба две фракције ванземаљских робота, Аутобота и Десептикона. Сем има халуцинације симбола Сајбертрона (родне планете Трансформерса) и за њим трагају Десептикони по наређењу древног Десептикона по имену Поражени (енгл. The Fallen) који жели да се освети Земљи тако што ће пронаћи и активирати справу која ће уништити Сунце и сав живот на земљи.

## Улоге
| Глумац          | Улога          |
| --------------- | -------------- |
| Шаја Лабаф      | Сем Витвики    |
| Меган Фокс      | Микејла Бејнс  |
| Џош Думел       | Вилијам Ленокс |
| Тајрис Гибсон   | наредник Епс   |
| Џон Туртуро     | Симонс         |
| Кевин Дан       | Рон Витвики    |
| Рејн Вилсон     | професор Колан |
| Питер Кален     | Оптимус Прајм  |
| Џес Харнел      | Ајронхајд      |
| Марк Рајан      | Бамблби        |
| Роберт Фоксворт | Речет          |
| Хјуго Вивинг    | Мегатрон       |
| Рено Вилсон     | Френзи         |
| Чарли Адлер     | Старскрим      |
| Тони Тод        | „Пали”         |